# Sylwester Nowakowski
Sylwester Nowakowski (ur. 26 grudnia 1913 w Chorzowie jako Sylwester Cipa, zm. 18 listopada 1987 w Rudzie Śląskiej) – polski piłkarz.
Grał w Sokole Zebrzydowice oraz Polonii Karwina, z którą w 1934 roku wygrał turniej piłkarski na Igrzyskach Polonijnych zorganizowanych w Warszawie. W 1935 roku trafił do Ruchu Chorzów, z którym zdobył w sezonie 1935, 1936 oraz 1938 mistrzostwo Polski. Karierę zakończył w Lechii Tomaszów Mazowiecki.
Z wykształcenia był ekonomistą, pracował jako urzędnik. Miedzy grudniem 1940, a majem 1943 był więźniem niemieckiego obozu koncentracyjnego Auschwitz-Birkenau o numerze 7740.